# Mönckebergstraße (metrostation)
Mönckebergstraße is een metrostation in het stadsdeel Hamburg-Altstadt van de Duitse stad Hamburg. Het station werd geopend op 15 februari 1912 en wordt bediend door lijn U3 van de metro van Hamburg.